# Diaphone lampra
Diaphone lampra är en fjärilsart som beskrevs av Karsch 1894. Diaphone lampra ingår i släktet Diaphone och familjen nattflyn. Inga underarter finns listade i Catalogue of Life.